# Fabrizia Pons
(Ari Vatanen)
Fabrizia Pons (Torino, 26 giugno 1955) è un'ex pilota di rally e copilota di rally italiana, unica, insieme al francese Jean-Claude Lefèbvre, ad avere conquistato punti nel mondiale WRC in entrambi i ruoli; navigatrice dal 1981, infatti, come pilota Pons si classificò nona al Rally di Sanremo 1978.

## Biografia

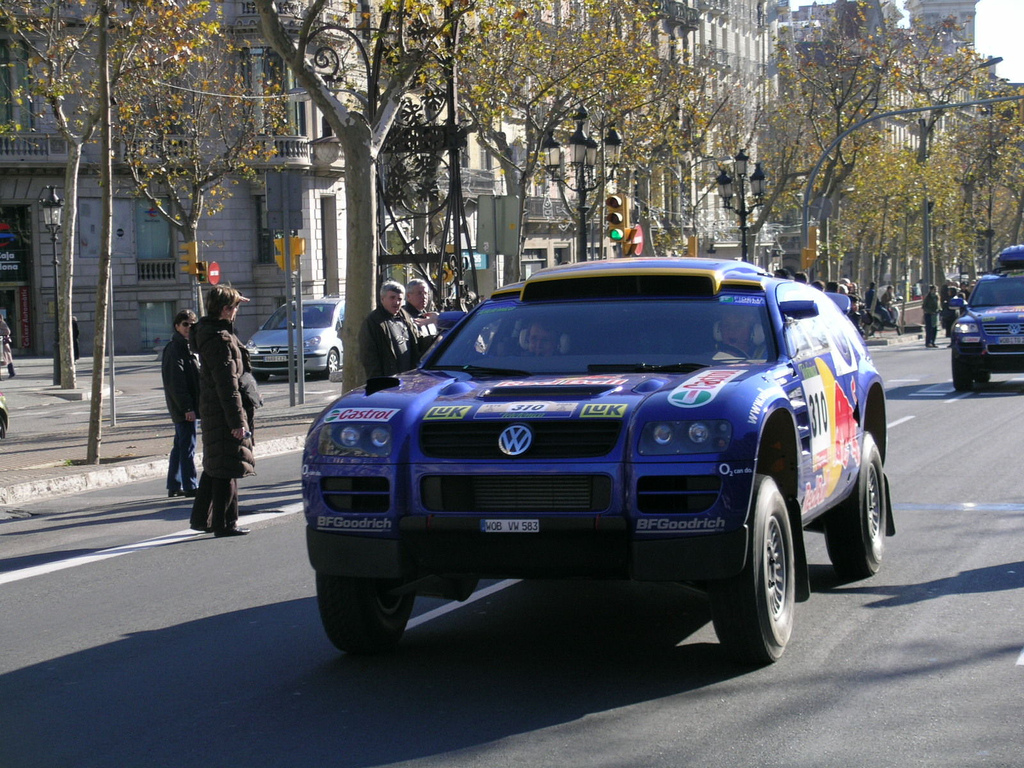
La Volkswagen Touareg di Jutta Kleinschmidt e Pons alla partenza da Barcellona del Rally Dakar 2005

Campionessa italiana femminile di rally internazionali per tre anni consecutivi (dal 1976 al 1979), nonché storica navigatrice di Michèle Mouton e pilota Audi, negli anni 2000 ha partecipato al Rally Dakar al fianco della tedesca Jutta Kleinschmidt.
Dopo l'ultima esperienza dakariana, nel 2007 a fianco di Ari Vatanen, conclusasi con un ritiro, nel 2008 Pons ritrova Mouton. Detiene con lei il primato di aver vinto un rally per la prima volta con un equipaggio tutto femminile, al Rally di Sanremo del 1981.
Le due tornano a gareggiare in Nuova Zelanda al Dunlop Classic Otago Rally  a bordo di una Ford Escort RS, ventidue anni dopo il tragico Tour de Corse del 1986 che costò la vita a Henri Toivonen e Sergio Cresto.
La carriera di Pons non si limita al ruolo di navigatrice, riassumibile in 224 gare complessive disputate, di cui 88 mondiali; nel suo palmarès ci sono anche quattro titoli italiani femminili come pilota. Inoltre la passione per i motori si è declinata anche nelle due ruote, essendo stata l'unica donna pilota a correre con continuità nel panorama nazionale motocross tra il 1971 e il 1975.

## Palmarès

### Vittorie nel mondiale rally
| # | Stagione | Rally                    | Nazione    | Pilota         | Vettura            |
| - | -------- | ------------------------ | ---------- | -------------- | ------------------ |
| 1 | 1981     | 23º Rally di Sanremo     | Italia     | Michèle Mouton | Audi quattro       |
| 2 | 1982     | 16º Rally del Portogallo | Portogallo | Michèle Mouton | Audi quattro       |
| 3 | 1982     | 29º Rally dell'Acropoli  | Grecia     | Michèle Mouton | Audi quattro       |
| 4 | 1982     | 4º Rally del Brasile     | Brasile    | Michèle Mouton | Audi quattro       |
| 5 | 1997     | 65º Rally di Monte Carlo | Monaco     | Piero Liatti   | Subaru Impreza WRC |

### Rally Dakar
| Anno | Categoria | Pilota             | Mezzo              | Pos. |
| ---- | --------- | ------------------ | ------------------ | ---- |
| 2003 | Auto      | Jutta Kleinschmidt | Volkswagen Touareg | 8ª   |
| 2004 | Auto      | Jutta Kleinschmidt | Volkswagen Touareg | 17ª  |
| 2005 | Auto      | Jutta Kleinschmidt | Volkswagen Touareg | 3º   |
| 2006 | Auto      | Jutta Kleinschmidt | Volkswagen Touareg | Rit. |
| 2007 | Auto      | Ari Vatanen        | Volkswagen Touareg | Rit. |

## Risultati nel mondiale rally

### WRC
| 1976 | Scuderia | Vettura                             |  |  |  |  |  |   |  |    |  |  |  |  |  |  |  |  | Punti  | Pos. |
| ---- | -------- | ----------------------------------- |  |  |  |  |  | - |  | -- |  |  |  |  |  |  |  |  | ------ | ---- |
| 1976 |          | Opel Kadett GT/E Alfa Romeo Alfasud |  |  |  |  |  | ? |  | 29 |  |  |  |  |  |  |  |  | [ 10 ] |      |

| 1977 | Scuderia | Vettura                               |     |  |  |  |  |  |  |  |     |  |  |  |  |  |  |  | Punti  | Pos. |
| ---- | -------- | ------------------------------------- | --- |  |  |  |  |  |  |  | --- |  |  |  |  |  |  |  | ------ | ---- |
| 1977 |          | Alfa Romeo Alfasud TIOpel Kadett GT/E | Rit |  |  |  |  |  |  |  | Rit |  |  |  |  |  |  |  | [ 11 ] |      |

| 1978 | Scuderia              | Vettura                               |    |  |  |  |  |  |  |   |  |  |  |  |  |  |  |  | Punti  | Pos. |
| ---- | --------------------- | ------------------------------------- | -- |  |  |  |  |  |  | - |  |  |  |  |  |  |  |  | ------ | ---- |
| 1978 | Conrero Squadra Corse | Alfa Romeo Alfasud TIOpel Kadett GT/E | 80 |  |  |  |  |  |  | 9 |  |  |  |  |  |  |  |  | [ 11 ] |      |

| 1979 | Scuderia      | Vettura                          |   |  |  |  |  |  |  |  |  |  |     |  |  |  |  |  | Punti  | Pos. |
| ---- | ------------- | -------------------------------- | - |  |  |  |  |  |  |  |  |  | --- |  |  |  |  |  | ------ | ---- |
| 1979 | 4 Rombi Corse | Opel Kadett GT/E Fiat 131 Abarth | ? |  |  |  |  |  |  |  |  |  | Rit |  |  |  |  |  | [ 12 ] |      |

| 1981 | Scuderia   | Vettura      |  |  |   |  |     |    |  |  |    |   |  |     |  |  |  |  | Punti  | Pos. |
| ---- | ---------- | ------------ |  |  | - |  | --- | -- |  |  | -- | - |  | --- |  |  |  |  | ------ | ---- |
| 1981 | Audi Sport | Audi Quattro |  |  | 4 |  | Rit | SQ |  |  | 13 | 1 |  | Rit |  |  |  |  | [ 13 ] |      |

| 1982 | Scuderia   | Vettura      |     |   |   |  |   |   |     |   |     |   |     |   |  |  |  |  | Punti  | Pos. |
| ---- | ---------- | ------------ | --- | - | - |  | - | - | --- | - | --- | - | --- | - |  |  |  |  | ------ | ---- |
| 1982 | Audi Sport | Audi Quattro | Rit | 5 | 1 |  | 7 | 1 | Rit | 1 | Rit | 4 | Rit | 2 |  |  |  |  | [ 13 ] |      |

| 1983 | Scuderia   | Vettura                         |     |   |   |   |     |     |     |   |    |   |  |     |  |  |  |  | Punti  | Pos. |
| ---- | ---------- | ------------------------------- | --- | - | - | - | --- | --- | --- | - | -- | - |  | --- |  |  |  |  | ------ | ---- |
| 1983 | Audi Sport | Audi quattro A1 Audi Quattro A2 | Rit | 4 | 2 | 3 | Rit | Rit | Rit | 3 | 16 | 7 |  | Rit |  |  |  |  | [ 13 ] |      |

| 1984 | Scuderia   | Vettura                            |  |   |  |     |  |     |  |  |     |  |  |   |  |  |  |  | Punti  | Pos. |
| ---- | ---------- | ---------------------------------- |  | - |  | --- |  | --- |  |  | --- |  |  | - |  |  |  |  | ------ | ---- |
| 1984 | Audi Sport | Audi Quattro A2 Audi Quattro Sport |  | 2 |  | Rit |  | Rit |  |  | Rit |  |  | 4 |  |  |  |  | [ 13 ] |      |

| 1986 | Scuderia             | Vettura                 |  |  |  |  |     |  |  |  |  |  |  |  |  |  |  |  | Punti  | Pos. |
| ---- | -------------------- | ----------------------- |  |  |  |  | --- |  |  |  |  |  |  |  |  |  |  |  | ------ | ---- |
| 1986 | Peugeot Talbot Sport | Peugeot 205 Turbo 16 E2 |  |  |  |  | Rit |  |  |  |  |  |  |  |  |  |  |  | [ 13 ] |      |

| 1994 | Scuderia                                   | Vettura                 |  |  |  |  |   |   |     |     |  |   |  |  |  |  |  |  | Punti  | Pos. |
| ---- | ------------------------------------------ | ----------------------- |  |  |  |  | - | - | --- | --- |  | - |  |  |  |  |  |  | ------ | ---- |
| 1994 | Ford Motor Co. Ltd. SMS AG Revo Ingenieure | Ford Escort RS Cosworth |  |  |  |  | 5 | 3 | Rit | Rit |  | 5 |  |  |  |  |  |  | [ 14 ] |      |

| 1996 | Scuderia                           | Vettura                                    |     |  |   |   |   |  |   |     |   |  |  |  |  |  |  |  | Punti         | Pos. |
| ---- | ---------------------------------- | ------------------------------------------ | --- |  | - | - | - |  | - | --- | - |  |  |  |  |  |  |  | ------------- | ---- |
| 1996 | Ford Motor Co. Ltd. 555 Subaru WRT | Ford Escort RS Cosworth Subaru Impreza 555 | Rit |  | 2 | 4 | 7 |  | 7 | Rit | 2 |  |  |  |  |  |  |  | [ 14 ] [ 15 ] |      |

| 1997 | Scuderia       | Vettura                   |   |  |  |  |   |   |  |  |  |  |  |   |  |   |  |  | Punti  | Pos. |
| ---- | -------------- | ------------------------- | - |  |  |  | - | - |  |  |  |  |  | - |  | - |  |  | ------ | ---- |
| 1997 | 555 Subaru WRT | Subaru Impreza S5 WRC '97 | 1 |  |  |  | 2 | 5 |  |  |  |  |  | 2 |  | 7 |  |  | [ 15 ] |      |

| 1998 | Scuderia       | Vettura                   |   |   |     |   |     |   |   |   |   |  |   |     |     |  |  |  | Punti | Pos. |
| ---- | -------------- | ------------------------- | - | - | --- | - | --- | - | - | - | - |  | - | --- | --- |  |  |  | ----- | ---- |
| 1998 | 555 Subaru WRT | Subaru Impreza S5 WRC '98 | 4 | 9 | Rit | 6 | Rit | 3 | 6 | 6 | 6 |  | 2 | Rit | Rit |  |  |  | 17    | 7º   |

| 2024 | Scuderia     | Vettura                |  |  |  |  |  |  |  |  |  |    |  |  |  |  |  |  | Punti | Pos. |
| ---- | ------------ | ---------------------- |  |  |  |  |  |  |  |  |  | -- |  |  |  |  |  |  | ----- | ---- |
| 2024 | Toksport WRT | Škoda Fabia Rally2 evo |  |  |  |  |  |  |  |  |  | 43 |  |  |  |  |  |  | 0     |      |

| Legenda | 1º posto | 2º posto | 3º posto | A punti | Senza punti | Ritirato | Squalificato | NP=Non partito C=Gara cancellata | Apice=Power stage |

### WRC-2
| 2024 | Scuderia     | Vettura                |  |  |  |  |  |  |  |  |  |    |  |  |  |  |  |  | Punti | Pos. |
| ---- | ------------ | ---------------------- |  |  |  |  |  |  |  |  |  | -- |  |  |  |  |  |  | ----- | ---- |
| 2024 | Toksport WRT | Škoda Fabia Rally2 evo |  |  |  |  |  |  |  |  |  | 18 |  |  |  |  |  |  | 0     |      |

| Legenda | 1º posto | 2º posto | 3º posto | A punti | Senza punti | Ritirato | Squalificato | NP=Non partito C=Gara cancellata | Apice=Power stage |

### WRC-2 Challenger
| 2024 | Scuderia     | Vettura                |  |  |  |  |  |  |  |  |  |    |  |  |  |  |  |  | Punti | Pos. |
| ---- | ------------ | ---------------------- |  |  |  |  |  |  |  |  |  | -- |  |  |  |  |  |  | ----- | ---- |
| 2024 | Toksport WRT | Škoda Fabia Rally2 evo |  |  |  |  |  |  |  |  |  | 17 |  |  |  |  |  |  | 0     |      |

| Legenda | 1º posto | 2º posto | 3º posto | A punti | Senza punti | Ritirato | Squalificato | NP=Non partito C=Gara cancellata | Apice=Power stage |